# Wojkowice Kościelne
Wojkowice Kościelne ist eine Ortschaft mit einem Schulzenamt der Stadt-und-Land-Gemeinde Siewierz im Powiat Będziński der Woiwodschaft Schlesien in Polen.

## Geschichte
Der Ort wurde als die Pfarrei Woycowicz im Peterspfennigregister des Jahres 1326 im Dekanat Sławków (Slavcoviensis) des Bistums Krakau urkundlich erwähnt. Der Ortsname ist patronymisch (Suffix -(ow)ice) vom Personennamen Wojek (< Wojciech, Wojsław) abgeleitet. Das Adjektiv Kościelne (kirchlich) wurde hinzugefügt, um es von Wojkowice Komornie (Kammer-) zu unterscheiden.

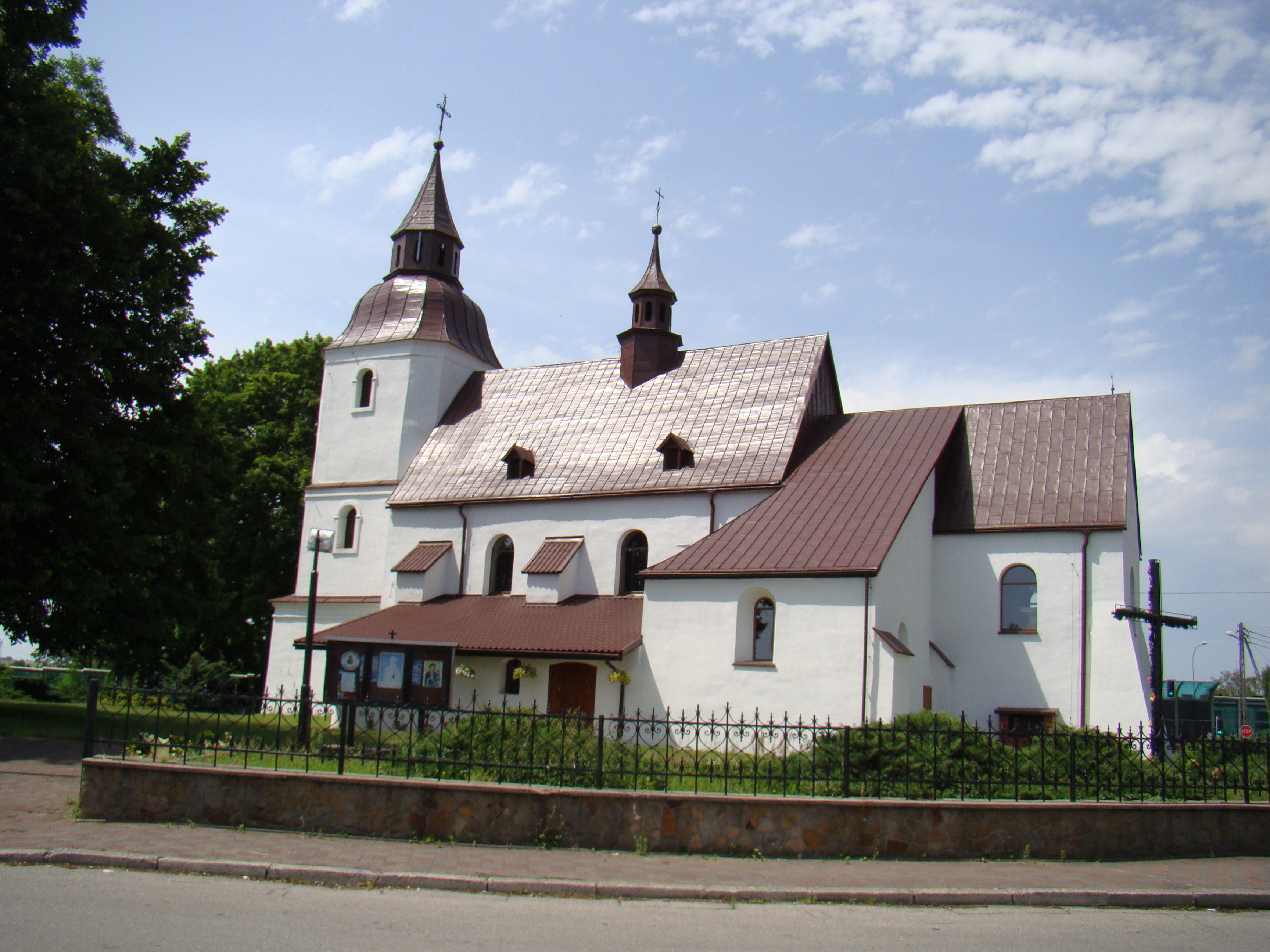
Ortskirche

Der Ort liegt im Gebiet um Siewierz, das um 1177 aus dem Herzogtum Krakau bzw. Kleinpolen ausgegliedert wurde und an das schlesische Herzogtum Ratibor fiel, ab 1337 gehörte Siewierz zum Herzogtum Teschen unter Lehnsherrschaft des Königreichs Böhmen. Das Herzogtum Siewierz mit dem Dorf Woykowice wurde im Jahr 1443 vom Teschener Herzog Wenzel I. dem Krakauer Bischof Zbigniew Oleśnicki verkauft. Im späten 16. Jahrhundert umfasste die Pfarrei auch Dąbie, Goląsza und Malinowice.
Erst 1790 wurde das Herzogtum Siewierz formal an das Königreich Polen-Litauen angegliedert und war der Woiwodschaft Krakau administrativ angegliedert. Nach der dritten Teilung Polens von 1795 gehörte das Dorf bis 1807 zu Neuschlesien. 1807 kam es ins Herzogtum Warschau und 1815 ins neu entstandene russisch beherrschte Kongresspolen.
Nach dem Ende des Ersten Weltkriegs kam Wojkowice Kościelne zu Polen, Woiwodschaft Kielce. Beim Überfall auf Polen 1939 wurde das Gebiet von den Deutschen besetzt und dem Landkreis Bendsburg im neuen „Ostoberschlesien“ zugeordnet.
Von 1975 bis 1998 gehörte Wojkowice Kościelne zur Woiwodschaft Katowice.